# Fernand Faure
Pour les articles homonymes, voir Faure.
Fernand Faure est un économiste et un homme politique français né le 16 mars 1853 à Ribérac (Dordogne) et mort le 6 novembre 1929 à Paris.

## Biographie
Reçu avocat en 1873, docteur en droit et agrégé en 1878, il enseigne l'économie politique à la Faculté de droit Douai, de 1877 à 1880, puis à Bordeaux, où il a contribué à refonder la Société d'économie politique de cette ville en 1874. Vice-président du cercle girondin de la Ligue de l'enseignement, franc-maçon du Grand Orient, il est élu député de la Gironde en 1885 à l'âge de 32 ans, au scrutin de liste, sur celle des républicains opportunistes. C'est alors un républicain modéré, mais proche des radicaux. Il intervient fréquemment dans les discussions budgétaires à la Chambre des députés. C'est alors un libéral libre-échangiste, de gauche. Il fait partie en février 1886 des fondateurs du groupe parlementaire des libertés économiques avec des députés comme Frédéric Passy ou Yves Guyot. Il suit ce-dernier en 1887 dans deux de ses créations éphémères, l'Association pour la défense des droits individuels et la Ligue pour la séparation des Églises et de l'État par les communes. Il entre en 1888 à la Société d'économie politique de Paris. 
Il épouse en août 1887 Laure Bonnat, fille de Léon Bonnat, conseiller municipal de Paris, radical et libéral, et président de la libre-échangiste Ligue des contribuables et des consommateurs.
Battu, en 1889, au scrutin uninominal par un boulangiste, Antoine Jourde, il reprend ses cours dans la ville de Bordeaux. En 1893, il est nommé à la chaire de statistique à la faculté de Paris, où il enseigne l'histoire des doctrines économiques. De 1896 à 1901, il est directeur général de l'enregistrement, des domaines et du timbre, puis reprend sa chaire, tout en assurant à partir de 1901 la direction de la Revue politique et parlementaire. Il fonde avec Charles Gide la Ligue nationale des économistes, qu'il préside de 1915 à 1920. 
Maire du 16e arrondissement de Paris en 1912, il dirige en 1914 le secrétariat économique et devient chef de cabinet du ministre des finances Paul Painlevé en 1917. Malgré de nombreuses candidatures, il ne retrouve un mandat parlementaire qu'en 1924, en étant élu sénateur de la Gironde. Il meurt en 1929, en cours de mandat.

### Sources
- « Fernand Faure », dans Adolphe Robert et Gaston Cougny, Dictionnaire des parlementaires français, Edgar Bourloton, 1889-1891 [détail de l’édition]
- « Fernand Faure », dans le Dictionnaire des parlementaires français (1889-1940), sous la direction de Jean Jolly, PUF, 1960 [détail de l’édition] (Lire en ligne sur le site de l'Assemblée nationale)
- Sylvie Guillaume et Bernard Lachaise (Université Bordeaux-Montaigne. Centre aquitain de recherches en histoire contemporaine), Dictionnaire des parlementaires d'Aquitaine sous la Troisième République, Talence, Presses Universitaires de Bordeaux, 1998, br, couv. ill.; 624, 24 cm (ISBN 2-86781-231-3 et 9782867812316, OCLC 468077217, BNF 37035405, SUDOC 045199868, présentation en ligne, lire en ligne), p. 240
- Dossier de la Légion d'honneur de Fernand Faure dans la base Léonore